# منية أبو الحسن
مُنية أبو الحسن (29 أكتوبر 1972 بالدار البيضاء) هي رياضية بلجيكية- مغربية.

## حياة مهنية
ولدت منية في الدار البيضاء في المغرب، وشاركت في بطولة العالم للعدو الريفي 1991، ثم هاجرت إلى بلجيكا وحصلت على الجنسية البلجيكية في عام 2003. حاصلة على أربع ميداليات ذهبية في سباق 10000 متر (2001، 2002، 2004، 2006)، وفي سباق 5000 متر في 2002، وفي سباق الماراثون في 2002 و 2004، وفي عدو الريفي في 2005. احتلت المركز التاسع في ماراثون برلين 2006.

## سجل المنافسة
| السنة | البطولة                        | المكان         | المركز | الحدث     | الوقت    |
| ----- | ------------------------------ | -------------- | ------ | --------- | -------- |
| 1997  | بطولة بلجيكا [الهولندية]       | بلجيكا         | 2      | 5,000 متر | 16.01.29 |
| 2001  | بطولة بلجيكا [الهولندية]       | دفيل، بلجيكا   | 1      | 10,000 م  | 35.42.09 |
| 2001  | Zevenheuvelenloop [الإنجليزية] | بلجيكا         | 9      | 15 كم     | 51.39    |
| 2002  | بطولة بلجيكا [الهولندية]       | سيراين، بلجيكا | 1      | 10,000 م  | 33.39.66 |
| 2002  | بطولة بلجيكا [الهولندية]       | بلجيكا         | 1      | 5,000 متر | 15.52.65 |
| 2004  | ماراثون بروكسل [الإنجليزية]    | بلجيكا         | 2      | ماراثون   | 2:35:10  |
| 2004  | بطولة بلجيكا [الهولندية]       | بلجيكا         | 1      | 10,000 م  | 33.54.25 |
| 2005  | ماراثون كولونيا [الإنجليزية]   | ألمانيا        | 3      | ماراثون   | 2:38.27  |
| 2006  | النصف ماراثون [الإنجليزية]     | هولندا         | 5      | ماراثون   | 1:13.26  |
| 2006  | بطولة بلجيكا [الهولندية]       | بلجيكا         | 1      | 10,000 م  | 34.34.36 |
| 2006  | Montferland Run [الإنجليزية]   | بلجيكا         | 2      | 15 كم     | 51.59    |
| 2010  | سباق زاندفورت [الهولندية]      | بلجيكا         | 6      | 12 كم     | 44.26    |

## روابط خارجية
- منية أبو الحسن على موقع الاتحاد الدولي لألعاب القوى (الإنجليزية)
- منية أبو الحسن على موقع رابطة إحصائيات سباق الطريق (الإنجليزية)